# Мерішань (Арджеш)
Мерішань, Мерішані (рум. Merișani) — село у повіті Арджеш в Румунії. Входить до складу комуни Мерішань.
Село розташоване на відстані 122 км на північний захід від Бухареста, 15 км на північний захід від Пітешть, 101 км на північний схід від Крайови, 102 км на південний захід від Брашова.

## Населення
За даними перепису населення 2002 року у селі проживали 800 осіб, з них 797 осіб (99,6%) румунів. Рідною мовою 799 осіб (99,9%) назвали румунську.